# Bodo Illgner
Bodo Illgner (Koblenz, 7 april 1967) is een voormalig Duits profvoetballer die dienstdeed als doelman. Illgner kwam in zijn loopbaan uit voor 1. FC Köln en Real Madrid en kwam als international uit voor de (West-)Duitse nationale ploeg.

## Clubcarrière
Illgner speelde in de jeugdopleidingen van 1. FC Köln en maakte zijn debuut voor het eerste elftal op 22 februari 1986. Vanaf het seizoen 1987/88 werd hij de vaste eerste doelman nadat Harald Schumacher werd geschorst. Op 30 augustus 1996 tekende hij bij Real Madrid. In zijn eerste seizoen bij de Koninklijke speelde hij veertig wedstrijden, maar werd daarna tweede keuze achter Santiago Cañizares. Na de UEFA Champions League-finale tegen Juventus herwon hij zijn basispositie. In 1999/00 werd Illgner opnieuw verwezen naar de bank, ditmaal voor de 18-jarige Iker Casillas. Het seizoen daarna werd zijn laatste seizoen als voetballer. In 1991 werd hij verkozen tot Europees keeper van het jaar. Ook werd hij viermaal tot Duits keeper van het jaar verkozen (1989, 1990, 1991, 1992). Met Real Madrid werd hij tweemaal landskampioen (1997, 2001), won hij tweemaal de UEFA Champions League (1998, 2000) en de wereldbeker voor clubteams in 1998.

## Interlandcarrière
Illgner maakte zijn debuut op 23 september 1987 voor de West-Duitse nationale ploeg tegen Denemarken (1–0 winst). Op het WK 1990 was Illgner in topvorm en leidde voortreffelijk de verdediging. In de halve finale tegen Engeland werd hij de held toen hij in de strafschoppenreeks een strafschop van Stuart Pearce uit het doel kon houden. West-Duitsland won uiteindelijk de finale tegen Argentinië (1–0). Hiermee werd Illgner de eerste doelman die in de finale van het wereldkampioenschap de netten schoon hield. In totaal speelde hij vierenvijftig interlands voor (West-)Duitsland en speelde hij ook zeven interlands voor West-Duitsland onder 21.

## Erelijst
Real Madrid
- Primera División: 1996/97, 2000/01
- Supercopa de España: 1997
- UEFA Champions League: 1997/98, 1999/00
- Wereldbeker voor clubteams: 1998

 West-Duitsland onder 16
- Europees kampioenschap onder 16: 1984

 West-Duitsland
- Wereldkampioenschap voetbal: 1990

Individueel
- Europees keeper van het jaar: 1991
- Duits keeper van het jaar: 1989, 1990, 1991, 1992
- kicker Bundesliga Team van het Seizoen: 1994/95

1 Immel ·
2 Buchwald ·
3 Brehme ·
4 Kohler ·
5 Herget ·
6 Borowka ·
7 Littbarski ·
8 Matthäus  ·
9 Völler ·
10 Thon ·
11 Mill ·
12 Illgner ·
13 Wuttke ·
14 Berthold ·
15 Pflügler ·
16 Eckstein ·
17 Dorfner ·
18 Klinsmann ·
19 Sauer ·
20 Rolff ·
Coach: Beckenbauer
1 Illgner ·
2 Reuter ·
3 Brehme ·
4 Kohler ·
5 Augenthaler ·
6 Buchwald ·
7 Littbarski ·
8 Häßler ·
9 Völler ·
10 Matthäus  ·
11 Mill ·
12 Aumann ·
13 Riedle ·
14 Berthold ·
15 Bein ·
16 Steiner ·
17 Möller ·
18 Klinsmann ·
19 Pflügler ·
20 Thon ·
21 Hermann ·
22 Köpke ·
Coach: Beckenbauer
1 Illgner ·
2 Reuter ·
3 Brehme  ·
4 Kohler ·
5 Binz ·
6 Buchwald ·
7 Möller ·
8 Häßler ·
9 Völler ·
10 Doll ·
11 Riedle ·
12 Köpke ·
13 Thom ·
14 Helmer ·
15 Frontzeck ·
16 Sammer ·
17 Effenberg ·
18 Klinsmann ·
19 Schulz ·
20 Wörns ·
Coach: Vogts
1 Illgner ·
2 Strunz ·
3 Brehme ·
4 Kohler ·
5 Helmer ·
6 Buchwald ·
7 Möller ·
8 Häßler ·
9 Riedle ·
10 Matthäus  ·
11 Kuntz ·
12 Köpke ·
13 Völler ·
14 Berthold ·
15 Gaudino ·
16 Sammer ·
17 Wagner ·
18 Klinsmann ·
19 Kirsten ·
20 Effenberg ·
21 Basler ·
22 Kahn ·
Coach: Vogts